# Минай
Минай (укр. Минай) — село в Холмковской сельской общине Ужгородского района Закарпатской области Украины.
Население по переписи 2001 года составляло 3088 человек. Почтовый индекс — 89427. Занимает площадь 3,882 км².
На въезде в село находится Богословская академия имени Теодора Ромжи, являющаяся высшим учебным заведением Русинской грекокатолической церкви.
Футбольный клуб «Минай» играет в чемпионате Украины.